# Cyclomia mounsayi
Cyclomia mounsayi là một loài bướm đêm trong họ Geometridae.